# Еуфемија Јовић
Еуфемија Јовић (Бечеј, 1779 — Бечеј, 1861) била је народна добротворка, нарочито српске православне деце.

## Биографија
Рођена је као Јанковићева, а отац Ђорђе је био капетан Потиског крунског дистрикта. Мати јој се звала Ана, а брат Јован је би војни капетан. Удала се 1801.године за барона Стевана Јовића од Сигенбурга, једног од кандидата за српског војводу. Без потомства, оставила је 283 јутра земље и свој дворац Српској црквеној општини у Старом Бечеју, да се оснује задужбина за васпитање српске сиромашне деце православне вере. У просветне и разне хуманитарне сврхе оставила је српском народу укупно 380 јутара. Закладама је управљала Српска православна црквена општина у Старом Бечеју. Осим ове велике просветне задужбине, племенита бароница је подигла себи и две цркве-капеле. Капела у центру града подигнута је априла 1861.године, исте године када бароница умире.У крипти капеле почивају њени посмртни остаци, да би касније ту били пренети посмртни остаци њеног мужа, барона Стевана Јовића.
Сваки стипендиста  Еуфемије Јовић, био је дужан да присуствује бденију и литургији на Ивањдан у тој капели, у знак сећања на блаженопочившу  бароницу- добротворку своју. Друга црква – капела, налазила се на њеном салашу, у данашњем милешевском атару. У тој капели се сваке године о Великој госпојини, по њеној последњој жељи, венчавао једа сиромашни пар, који је као поклон , а за брачну срећу, добијао намештај.  Капела је порушена 1952.године.
Задужбина баронице Еуфемије Јовић подигнута је од варошке куће на спрат 1905.године а иза угла је подигнута на спрат после Првог светског рата. Архитекта је био чувени Сенћанин Владимир Николић, а изграђена је у сецесионистичком стилу. На горњем делу, окренутом Српској православној цркви, стоји натпис  „Задужбина баронице  Еуфемије Јовић“.